# Вараха

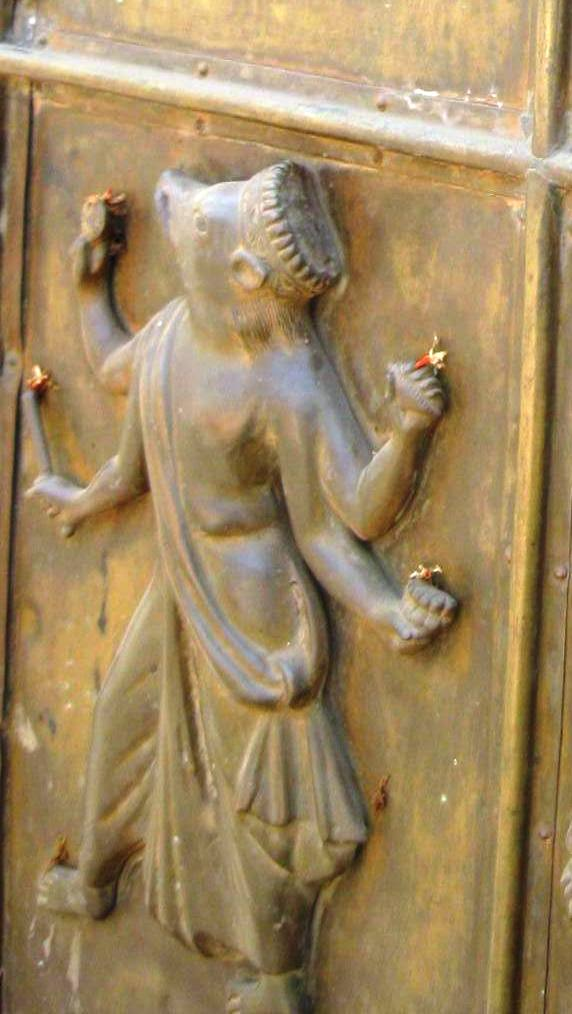
Аватар Варахи на мідній колісниці Сірсол Раджбарі, Західна Бенгалія, Індія

Вара́ха (санскр. वराह) — третій канонічний аватар Вішну. Його інкарнація в образі вепра.

## Історія
Вішну прийняв форму вепра, щоб врятувати богиню Землі Прітхві від влади демона Хіраньякші. У часи Великого Потопу Земля була занурена під воду. Це поставило в загрозливе становище все життя на Землі. В цей критичний момент Вішну прийняв форму гігантського вепра і, пірнув в глибини вод, після тривалої боротьби убив демона і звільнив Землю.
У скульптурних представленнях богиня-земля показується в людській формі, піднята на бивнях людини-вепра, що є символічним зображенням звільнення Світу від потопу пороків силою Верховного Божества.
Епічна поема Рамаяна приписує підйом Землі Брахмі. Вішну, Лінґа і Ґаруда-Пурані також приписують цей подвиг Брахмі, однак вони ідентифікують Брахму і Вішну. Інкарнація вепра по-різному описується в різних текстах. Скульптурні представлення в цих текстах також розрізняється .

## Іконографія
В різних джерелах описуються три варіації: Бгувараха, Яджнавараха і Пралайявараха.

### Бгувараха
Зовнішність
Він має обличчя вепра і тіло людини. Обличчя вепра повинне бути спрямоване вгору, щоб воно могло дотикатись до грудей Богині Землі.
Положення ніг
Права нога має бути зігнута і розташована на прикрашеному коштовностями каптурі змії Адішеші (Adisesha), поруч зі змієм розташована його дружина.
Руки
Він чотирирукий. Дві руки несуть мушлю і колесо. Одна ліва рука підтримує Богиню Землі, яка сидить на зігнутій у коліні правій нозі Господа. Одна права рука обіймає талію богині.
Богиня Землі
Вона повинна бути прикрашена квітами і прикрасами, сидіти на правій нозі Господа, обидві ноги звішені. Її піднята обличчя повинне бути спрямованим до Господа і виражати велику радість богині, викликану її звільненням .
Кінець її руки повинен дотикатись до грудей Господа. Фігура богині повинна бути виконана в пропорціях Панч-таля.
Варіації
Він може нести булаву і лотос у двох своїх руках і підтримувати на своєму іклі Богиню Прітхві. У цій формі одна його ступня повинна розташовуватися на каптурі Адішеші, інша — на черепасі. Одна з правих рук повинна лежати на боці. Богиня Землі може сидіти на лівому лікті Господа, вона несе блакитний лотос.

### Яджнавараха
Зовнішність
Вішну як Вараха повинен сидіти в сімхасані зі звисаючою правою ногою, його фігура прибрана прикрасами.
Руки
Чотири. Дві повинні нести мушлю і колесо.
Лакшмі
Праворуч від нього його дружина Лакшмі. Вона сидить зі звисаючою правою ногою, несе лотос у лівій руці, права рука лежить на лотосовому п'єдесталі.
Богиня Землі
Бхудеві сидить зі звішеною лівою ногою ліворуч від Господа . Вона несе блакитний лотос у лівій руці, права рука лежить на п'єдесталі. Обличчя її повернене до Господа і виражає подив.

### Пралайявараха
Зовнішність
Вішну як Вараха сидить у симхасані зі звішеною правою ногою.
Руки
Чотири. Дві руки тримають мушлю і колесо, передня права в позиції захисту, у той час як передня ліва лежить на стегні.
Богиня Землі
Вона сидить на тому ж п'єдесталі, що і Вараха, зі звішеною правою ногою. Вона несе блакитний лотос у лівій руці, права рука лежить на п'єдесталі.